# Pleonotoma fluminensis
Pleonotoma fluminensis là một loài thực vật có hoa trong họ Chùm ớt. Loài này được (Vell.) A.H.Gentry miêu tả khoa học đầu tiên năm 1975.